# Alfredo Coello
Alfredo Coello Machain (ur. 18 stycznia 1939 w Asunción) – paragwajski strzelec, olimpijczyk.
Uczestnik Letnich Igrzysk Olimpijskich 1984. Zajął przedostatnie 54. miejsce w pistolecie szybkostrzelnym z 25 m, wyprzedzając wyłącznie Alego Al-Khalifę z Bahrajnu.
Na Igrzyskach Panamerykańskich 1995 zajął 42. miejsce w pistolecie pneumatycznym z 10 m.

## Wyniki

### Igrzyska olimpijskie
| Igrzyska         | Konkurencja                   | Wynik              | Miejsce | Źródło |
| ---------------- | ----------------------------- | ------------------ | ------- | ------ |
| Los Angeles 1984 | Pistolet szybkostrzelny, 25 m | 522 pkt. (249–273) | 54      | [ 1 ]  |